# Drombus kranjiensis
Drombus kranjiensis är en fiskart som först beskrevs av Herre, 1940.  Drombus kranjiensis ingår i släktet Drombus och familjen smörbultsfiskar. Inga underarter finns listade i Catalogue of Life.